# 에릭 필리아
에릭 로버트 필리아 (Eric Robert Filia, 1992년 7월 6일 ~ )는 미국 프로야구 아메리칸 리그 시애틀 매리너스의 산하 마이너 리그 선수이다. 2016년 20라운드 597순위로 시애틀 매리너스에 입단했다. 2019년 금지약물 양성반응으로 100경기 출장 정지 제재를 받았다. 2020 하계 올림픽 미국 야구 대표팀 주전 외야수로 뛰었다.